# 徐禎卿
徐祯卿（1479年—1511年），字昌榖，又字昌国。直隶蘇州府太仓州（今江蘇省太仓市）人。明代文学家。

## 生平
其先常熟縣人，迁居吳縣。早年學文於吳寬，學書法於李應禎。年少時，与同郡祝允明、唐寅、文徵明並称“吴中四才子”。十六歲成《新倩集》，弘治十四年以國子生辛酉科應天鄉試第七十二名舉人。弘治十八年（1505年）登乙丑科進士。因其貌不扬，不得入翰林，授大理左寺副。與李梦阳、何景明交游。因犯人逃亡牽連，降國子監博士。正德六年（1511年）卒，年僅三十三歲。《明史·文苑》有传。

## 文學
在文學方面，與李夢陽、何景明、康海、王九思、邊貢和王廷相並成爲“前七子”，強調文章學習秦漢，古詩推崇漢魏，近体宗法盛唐，王世貞《藝苑卮言》內引有“文章江左家家玉，烟月扬州树树花”之绝句。書法亦是一絕，王世貞稱：  “待詔小楷師二王，精工之甚，少年草師懷素，行筆仿蘇（軾）、黃（庭堅）、米（芾）及《集王書聖教序》。晚歲取《集王書聖教序》損益之，加以蒼老，遂自成一家。”
徐禎卿著有《迪功集》、《迪功外集》、以及文學批判著作《談藝錄》，另有筆記《翦胜野闻》、《异林》等作品。

## 家族
曾祖徐良。父徐昱，遇例冠带。前母张氏，母居氏，继母施氏。具庆下。弟徐祥卿。